# Kotsis Iván-érem
A Kotsis Iván-érmet 1989-ben a Magyar Építőművészek Szövetsége alapította a névadó tanítványai és tisztelői javaslatára. A kitüntetést évente osztják ki egy szakmai kuratórium javaslata nyomán, a „szakma fair play-díjaként”, oktatóként és tervező építészként is kiemelkedő minőségben tevékenykedő szakmabeliek részére.

## Díjazottak
- 2024 - Kovács Péter DLA építész[1]
- 2023 - Vincze László DLA építész[2]
- 2022 - Karácsony Tamás építész[3]
- 2021 - Sugár Péter építész[4]
- 2020 - Balázs Mihály DLA és Nagy Bálint építészek[5]
- 2019 - Golda János építész[6]
- 2018 - U. Nagy Gábor építész[7]
- 2017 - Tomay Tamás építész[8]
- 2016 - Nagy Tamás DLA építész[9]
- 2015 - nincs díjazott (Mónus János építész a kitüntetést nem fogadta el)[10]
- 2014 - Kerékgyártó Béla filozófus[11]
- 2013 - Bodrossy Attila építész[12]
- 2012 - Winkler Barnabás építész[13]
- 2011 - Cságoly Ferenc DLA építész[14]
- 2010 - Mátrai Péter DLA építész
- 2009 - Czigány Tamás DLA építész
- 2008 - Dr. Krähling János egyetemi docens, építész
- 2007 - Dr. Reischl Gábor DLA építész
- 2006 - Kapy Jenő építész
- 2005 - Varga Levente építész
- 2004 - Kapsza Miklós építész
- 2003 - Csomay Zsófia építész[15]
- 2002 - Dr. Bitó János építész
- 2001 - Török Ferenc DLA építész
- 2000 - Borosnyay Pál építész, címzetes egyetemi docens
- 1999 - Arnóth Lajos építész
- 1998 - Roth János építész
- 1997 - Plesz Antal építész
- 1996 - Dr. Böhönyey János
- 1995 - Harasta Miklós
- 1994 - Jurcsik Károly építész
- 1993 - Bodonyi Csaba építész
- 1992 - Csaba László építész
- 1991 - Ivánka András
- 1990 - Dr. Szentkirályi Zoltán építész